# Новый замок (Банска-Штьявница)
Новый замок (словац. Nový zámok) — замок в Банской-Штьявнице, Словакия. Замок расположен на холме к югу от центра города на высоте 630 м над уровнем моря, что является самой высокой точкой центра города.

## История
После поражения венгерских войск от османской армии в битве при Мохаче в 1526 году возникла необходимость укрепить оборону в северных районах Венгрии новыми оборонительными сооружениями. Северный горнодобывающий регион в то время был богатым источником драгоценных металлов. В 1541 году городской совет Банской-Штьявницы принял решение об укреплении городских укреплений. Новый замок (национальный памятник культуры) представляет собой шестиэтажное здание в стиле ренессанс с четырьмя бастионами. Он была построен в 1564–1571 годах, в период Османских войн. Благодаря своему доминирующему положению над городом на главной башне были установлены городские часы. Точное время объявлялось каждую четверть часа с помощью трубы.
На четырех этажах замка в настоящее время размещена постоянная экспозиция «Антитурецкие войны в Словакии». С верхнего этажа открывается панорамный вид на Банску-Штьявницу и ее окрестности.